# 日本の労働運動史

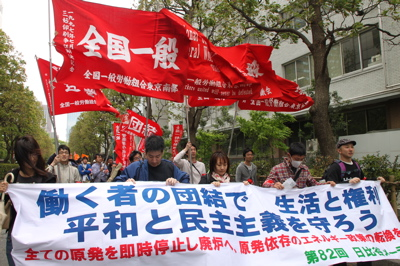
2011年, 東京, 全国労働組合連絡協議会(全労協)メーデー

日本の労働運動史（にほんのろうどううんどうし）では、日本における労働運動の歴史を述べる。

## 戦前
日本では明治維新以来、「富国強兵」・「殖産興業」の名のもとに急速な工業化が進行したが、労働者の生活については省みられる事がほとんどなかった。1897年、片山潜・高野房太郎らが「労働組合期成会」を立ち上げたのを機に日本で最初の労働組合が結成されるが、1900年に治安警察法が制定されてストライキを違法行為と定められるとともに労働運動の弾圧が始まり、1902年には労働組合期成会も解散に追い込まれた。1904年に『共産党宣言』初めて邦訳された。
1912年、鈴木文治らによって結成された「友愛会」は労働問題の平和的な解決を目指す団体であったが、次第に労働組合化して日本労働総同盟となり、後の「日本労働組合総同盟」の母体となった。ロシア革命の成功後、労働運動も政府側の弾圧も激化する事になる。
そんな中で象徴的な出来事が1919年10月10日にあった。内務大臣床次竹二郎が西日本の博徒の代表を呼んで食事会を行い、その中で床次より博徒達に対して労働運動弾圧への協力要請がなされた。明治政府以来、賭博犯処分規則の施行等によって反政府活動以外の分野で最も重要な治安政策が博徒の取締であった。ここにおいてその大方針を放棄してまで労働運動弾圧に当たろうとした事は、当時の政府がいかに労働運動を危険視していたかを裏付けるものである。これらの博徒達が結成した大日本国粋会は、以後の労働運動弾圧のための、政府が手を下す事を憚られる実力行使を行なう暴力装置として活躍する事になる。
1923年の関東大震災直後には労働組合の指導者が虐殺されるという亀戸事件が起きた。また、同年に日本共産党が創立されたが、1945年までは非合法組織だった。1925年には治安維持法が制定される事になる。
1927年には、戦前では最長（216日間）のストライキを含む、野田醤油労働争議（千葉県野田市）が起こる。1927年4月の賃上げ交渉から始まった争議は9月まで続き、ストに突入する。スト参加者は全員解雇されたが日本労働総同盟の支援を受けストを続行。会社側は警察はもちろん、暴力団にいたるまでの暴力装置を用いたため、組合組織は壊滅した。
1930年（昭和5年）、神戸市は東京市電の労働争議に参加した職員の解雇を発表。これに抗議する従業員約900人が同年4月21日から4月28日までストライキを実施した。また、1937年（昭和12年）、神戸市は従業員組合平田執行委員長ほか幹部4人について怠業を理由として懲戒解雇を発表。これに抗議する神戸市電組合争議団約500人は、同年7月6日、会社側から切り崩しなどを受けぬよう集団で淡路島に移動し、結束してストライキを行った。
1936年（昭和11年）4月19日、全国の右翼系労働組合（総連合、産労クラブ、新日本海員組合、東電愛国同盟、大日本忠孝労働組合、日本労働同盟など）が合同して日本愛国労働組合全国懇話会を結成した。
1937年（昭和12年）3月、静岡県の持越鉱山の坑内でガス爆発事故が発生して死傷者が出ると、労使の対立が激化。同年5月19日、会社側は不況を理由に作業員277人の解雇を発表した。これに対抗するため労働総同盟持越支部は1か月を超えるストライキに突入した。労使交渉には会社側のほか地元警察も加わったが、労働者側には総同盟本部からの応援も加わり難航。デモを通じてメーデー歌も歌われた。結局、同年7月7日に予定されていた皇太后の沼津行幸までに解決するというスケジュールの下、静岡県警察本部の指示で調停が進められ、7月6日までに総同盟持越支部の廃止（新たに従業員組合を結成）、会社が示していた退職金、和解金の総額10万円は13万円に引き揚げられて決着した。

## 戦後

### 米軍占領時代
1945年に第二次世界大戦で敗北すると、アメリカ軍（GHQ）の占領下に入った。そのGHQの民主化政策の一つが労働組合の育成であった。また、戦時中に投獄されていたり、活動を沈静化させていた共産主義者や社会主義者、無産運動家、労働運動家が活動を再開し、労働運動は活発化、組織化した。特に1946年から1947年にかけて労働組合が相次いで結成され、46年の組織率は約40％、組合員数も約400万人に及んだ。現在ある組合の多くが何らかの形でこの時期に端を発したものである。また、激しいストライキが頻発し、暴力行為が伴うこともしばしばあった。
当初の労働運動は、インフレや産業荒廃を背景にした生活条件闘争がそのほとんどを占め、また全日本産業別労働組合会議（産別会議）など左派優位であった。それらの一番のピークは1947年2月1日に計画された二・一ゼネストで、官民合わせて数百万人が参加する予定だった。だが、GHQは「日本の安定のため」とこれを禁止。以降、反政府色の強い運動に対し制限が加えられることとなる。具体的には、1948年の公務員のストライキ禁止（政令201号）、1949年の労働組合法・労働関係調整法の改正、1950年のレッドパージや団体等規正令などである。このGHQの政策転換に右派系・中道系の組合の地位が相対的に強まり、また日本共産党の影響が強かった左派系の組合では共産党の影響を排除しようとする産別民主化同盟（民同）の影響が強まった。
1949年の労働組合数は3万4688（665万5483人）と組織率は55.8%に達し、戦後最高を記録した。
1950年、民同勢力と右派勢力、中道勢力が合同して新しいナショナルセンター、日本労働組合総評議会（総評）を結成、その下に多くの組合が集結した。総評は中道・労使協調的な方向で設立されたはずだったが、朝鮮戦争や51年9月8日にサンフランシスコ平和条約が調印されたことに伴う旧･日米安全保障条約を巡る運動、さらには朝鮮特需によって引き起こされた労働者へのしわ寄せから、労働運動が活発となり、総評は左派色を強めた。

### 米軍占領終結から安保闘争まで

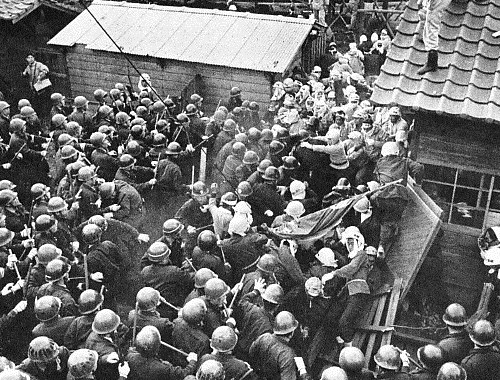
三井三池争議(1959年)

1952年4月28日にサンフランシスコ平和条約が発効、GHQの日本支配が終わる。日本の経済も拡大を見せるが、産業全般にわたる合理化も進められる。その中で左派系組合の運動が先鋭化し、炭労や電産などによる大規模ストが頻発する。これらの多くが失敗に終わり、組合の分裂が多く起こった。その象徴としては1954年の全日本労働組合会議（全労会議）の成立が挙げられる。
1955年頃からの神武景気などで国民生活も戦前並に回復し、「もはや戦後ではない」とまで言われるようになった。労働運動も生活条件闘争に加え、労働環境の改善、権利闘争も多く行われるようになる。その中で春闘が1956年に始まる。当初は総評と中立労連傘下の組合が中心となっていたが、1960年頃になると全労会議、新産別からの傘下も相次いだ。
1959年の三井三池争議と安保闘争、さらにそれらに伴う労働運動の盛り上がりとその敗北は労働運動に大きな転換点となった。三池争議は、総労働 対 総資本の闘いと言われた激しい争議の末に組合側が敗北しており、また安保闘争も激しい反対運動にもかかわらず日米安全保障条約の成立が強行されたことから、様々な対立が生まれた。これらへの反省などから、絶対反対から政策転換闘争へ、という方向転換が労働運動にもたらされた。高度経済成長に伴う生活水準の向上もこの流れを後押しした。
また、労働運動や学生運動とは性質を異にする市民運動が出てきたのもこの頃からである。これらはベトナム戦争反対運動や沖縄返還運動へとつながっていく。

### 高度経済成長期
この頃は経済成長と春闘の定着で労働者の賃金は上がっており、雇用も安定していた。労働運動も労働環境の改善や権利闘争がその比重を増している。争議行為は数多くあったが、組合の運営などは比較的安定していたといえる。

### 安定成長期
1973年の第一次オイルショックの影響で日本の高度成長が終わり、経済は戦後初のマイナス成長となり、経済構造に変化を与えた。これによって雇用情勢が悪化し、賃上げ闘争に代わって生活防衛闘争をするようになる。さらに経済が安定成長時代へと移ると、労働運動も労使交渉を重視する傾向になり、労使関係の安定化が進んだ。だがそれは、生活水準の向上などと相まって、労働者の組合離れを生むことになった。数字としても、1983年に全労働組合の組織率が30％を切り、右肩下がりの状態が続いていた。
このころから、女性労働者がパート・アルバイトとして多くの企業で活躍するようになったが、生協労連などを数少ない例外として、当時の多くの労働組合ではパート・アルバイトは組織化の対象にならなかった。このことは、1990年代以降の非正規雇用の増加のなかで、労働組合運動が労働条件の悪化に有効な手だてをとれないまま衰退を続けることにつながった。

### 労働界の再編期（新保守主義の勃興）
労使交渉の重視という左派系組合の態度の軟化に伴い、労働戦線統一の機運が次第に高まっていった。そして1980年9月30日、労働戦線統一推進会が総評と全労会議の後身である全日本労働総同盟（同盟）との間で結成された。労働戦線統一推進会による「民間先行による労働戦線統一の基本構想（のちの連合の綱領路線）」（1981年）は、「自由にして民主的な労働組合」の路線と「西側の一員」論の立場に立ち、国際自由労連（ICFTU）加盟、批判勢力の排除を求めた。総評は、従来方針を変えこれを容認し、合流を決めた。1982年12月14日に全日本民間労働組合協議会（全民労協）が発足する。これにより、労働戦線と統一は早まり、1987年11月20日には全日本民間労働組合連合会（全民労連、連合）が発足、1989年11月21日にナショナルセンター四団体の統一組織である日本労働組合総連合会（連合）が発足した。これにより、単産単位での組合の組織統一も増え、規模の大きな組合が出てくる。
また、こうした動きを統一戦線促進労働組合懇談会（統一労組懇）は、特定政党排除の「革新分断」、賃上げ自粛や人減らし「合理化」容認の「労使協調」路線など特定の運動路線を踏み絵に、これを容認する組合だけを結集する「労働戦線の右翼的再編」と批判した。この再編の流れを右傾化と批判する組合が1989年11月21日に全国労働組合総連合（全労連）、12月9日に全国労働組合連絡協議会（全労協）を相次いで組織した。連合結成の路線は批判勢力を排除する再編だったため、連合に合流する組合も全労連や全労協に合流する組合も、分裂した組合が数多くあった。
また、労働組合の組織率は低下の一途を辿っていった。

### ソ連崩壊から9・11テロ前まで
1989年秋の東欧革命から1991年12月のソビエト連邦の崩壊により、新保守主義を掲げる政財界は、「社会主義・共産主義は死んだ」「自由主義・資本主義は勝利した」と喧伝した。
バブル崩壊を迎えた日本は、それまでの日本型の安定雇用社会の変革が叫ばれ、1980年代のアメリカを襲った整理解雇ブームは「リストラ」「希望退職」という名で日本に持ち込まれた。1999年には派遣法が改正され、一部の業種を除いて労働者派遣を自由化、就職氷河期に見舞われた若年層を中心に非正規雇用の労働者が激増した。しかし資本側による攻勢に対して労働組合側の対応は後手後手に回っていた。労働組合の組織率、組合員数は共に減少はこれまで以上に加速する。組織率では2005年には19.9％となり、戦後初めて組織率が20％を切った。
本来労働者の権益を守るはずの連合加盟の労働組合は、主導的かつ効果的な反対運動を取れず、それに伴う組合員の減少も食い止められなかった。これは、労使協調路線によりむやみに現実離れした会社への要求はかえって会社の業績を悪化させ、ひいては労働者自らのクビを締めることになりかねないと判断されたからである。現場レベルでは、組合役員の出世と引き換えに、現場の要求がなかなか取り上げられないことになった。また、バブル期に入社した組合役員の子弟による役員の世襲化が進んだ事により、一般組合員との意識のずれも垣間見られた。
これにより、多くの労働者は個人での裁判に訴えるか、この時期多く出来た企業外の労働組合に個人で新たに入って、闘うしかなくなった（例、連合・全労連・全労協加盟などの地域ユニオン、ローカルユニオン、地域労組や産業別個人加盟労組・合同労組、青年ユニオン、管理職ユニオン等）。
失われた10年と言われる不況下にあって、正社員はサービス残業・成果主義の荒波に見舞われ、心身ともに疲弊した労働者のうつ病・過労死・過労自殺が増えたが、企業内労使協調路線の組合は、会社との友好関係を重視したため黙殺。さらに信頼を失った。

### 9・11テロ以後
近年の日本では、労働組合組織率の低い若年労働者を中心に、労働環境が悪化している。特に労働者の3人に1人にまで拡大したフリーターや派遣社員などの非正規社員の過酷な労働環境、フルタイムで働いても貧困から抜け出せないワーキングプアの存在が注目され始めた。こうしたなか、2007年の春闘では、連合が非正規労働者の労働条件改善を要求として掲げ、同年、非正規雇用労働者の労働条件改善、ネットワークづくりをすすめる「非正規労働センター」を開設した。
2008年のサブプライムローン問題、リーマンショック後の企業によるリストラで、多くの派遣社員、非正規社員が解雇されており、彼らに対して加入を勧める企業外労組（地域ユニオン、合同労組、産業別個人加盟労組など）が数多く現れているが、労働組合組織率の全体としての低下傾向は止まっていない。また、派遣切り問題が注目されたのをきっかけに、貧困問題への関心が高まり、年越し派遣村をはじめとして、ホームレス支援団体など、さまざまな市民団体と労働組合の共同運動が盛んに展開された。